# Juslapeña

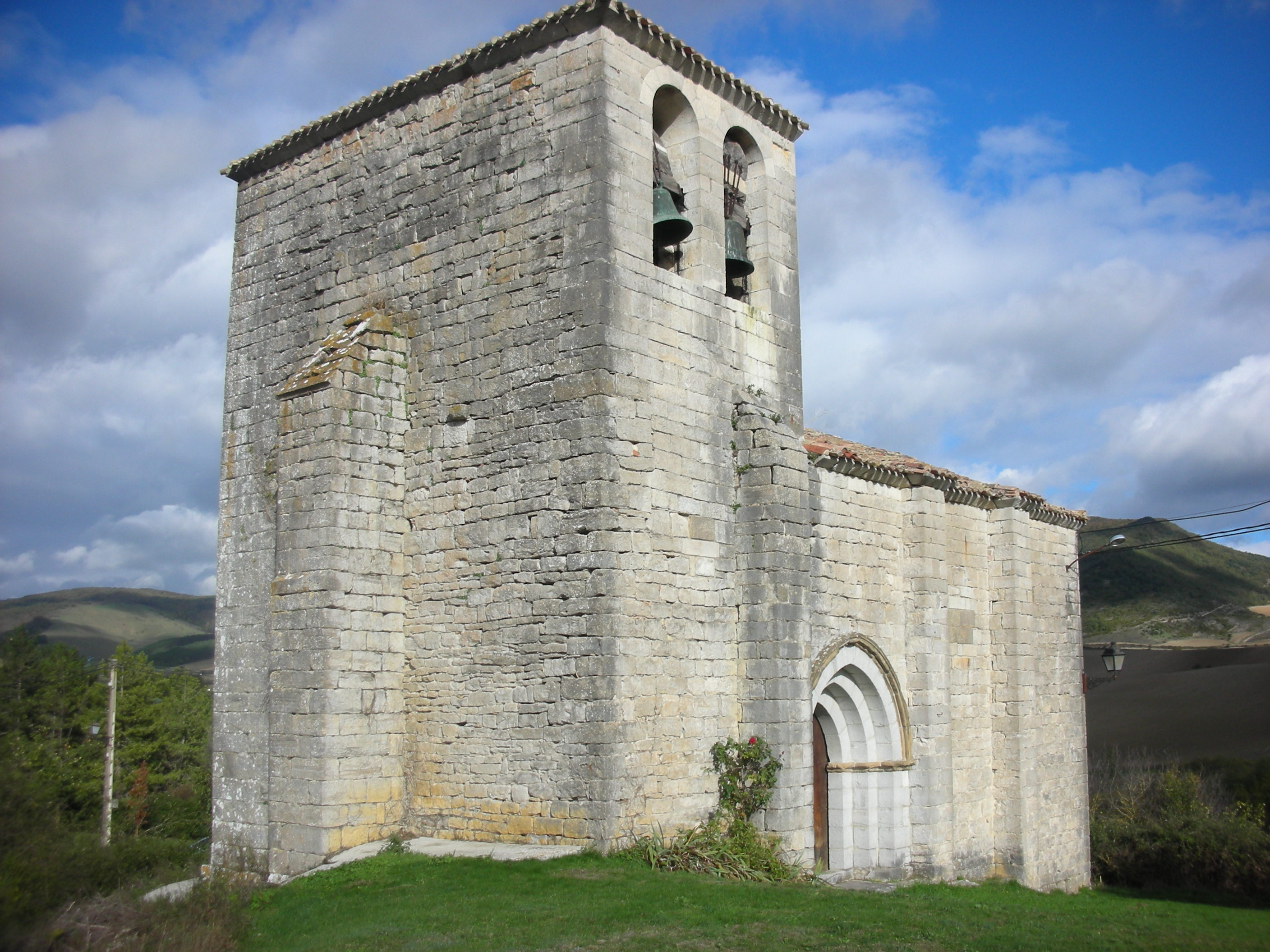
Iglesia de Garciriáin

Juslapeña —más comúnmente Valle de Juslapeña— (cooficialmente en euskera: Txulapain) es un municipio español de la Comunidad Foral de Navarra, situado en la Merindad de Pamplona, en la Cuenca de Pamplona, y a 12 km de la capital de la comunidad, Pamplona. Su población en 2024 fue de 565 habitantes (INE).
El municipio está compuesto por diez concejos: Beorburu, Garciriáin, Larráyoz, Marcaláin, Navaz, Nuin, Ollacarizqueta, Osácar, Osinaga y Unzu; y cuatro pueblos tutelados: Arístregui, Belzunze, Iruzcun y Usi.

## Toponimia
A pesar de encontrarse en la zona tradicionalmente vascófona de Navarra (se ha hablado euskera de forma habitual hasta el siglo XX y actualmente pertenece a la Zona Mixta), Juslapeña es un topónimo de claro origen romance. Significa jus la peña, que en romance navarroaragonés quiere decir 'bajo la peña'.
Aparece mencionado como Val de Sant Estevan en el Libro de Rediezmo de 1268 y posteriormente como Sant Esteuan de Ius la Peynna en los Libros de Fuegos de 1366 (con grafía navarra ynn es ñ) y 1427. Posteriormente aparece San Esteban de Juslapeña, ya en 1534. Finalmente el valle figurará con el nombre de Juslapeña.
El nombre vasco de la localidad es Txulapain o Xulapain.

## Historia
El 12 de octubre de 2010 el expresidente del concejo de Arístregui, Juan José Auza Elizalde, de 35 años fue apuñalado tras una discusión con un vecino.
Este caso recuerda al del asesinato del alcalde de Fago (Huesca), afortunadamente Juan José consigue sobrevivir del incidente.

## Demografía
Juslapeña cuenta con una población de 565 habitantes (INE 2024).
| Gráfica de evolución demográfica de Juslapeña entre 1857 y 2021 |
| |
| Población de derecho según los censos de población del INE Población de hecho según los censos de población del INEEntre el censo de 1857 y el anterior, aparece este municipio porque se fusionan los municipios 315090 (Ollacarrizqueta) con todo el Valle de Juslapeña |

#### Distribución de la población
El municipio se divide en los siguientes núcleos de población, según el nomenclátor de población publicado por el INE (Instituto Nacional de Estadística). Los datos de población se refieren a 2014
| Entidad de Población | Población 2014 |
| -------------------- | -------------- |
| Arístregui           | 25             |
| Belzunze             | 65             |
| Beorburu             | 34             |
| Garciriáin           | 35             |
| Larráyoz             | 22             |
| Marcaláin            | 54             |
| Navaz                | 34             |
| Nuin                 | 47             |
| Ollacarizqueta       | 98             |
| Osácar               | 33             |
| Osinaga              | 28             |
| Unzu                 | 34             |
| Usi                  | 39             |